# La Cabanasse
La Cabanasse är en kommun i departementet Pyrénées-Orientales i regionen Occitanien i södra Frankrike. Kommunen ligger i kantonen Mont-Louis som tillhör arrondissementet Prades. År 2022 hade La Cabanasse 700 invånare.

## Befolkningsutveckling
Antalet invånare i kommunen La Cabanasse
| Referens: INSEE |